# Vauciennes (Oise)
Vauciennes – miejscowość i gmina we Francji, w regionie Hauts-de-France, w departamencie Oise.
Według danych na rok 1990 gminę zamieszkiwały 763 osoby, a gęstość zaludnienia wynosiła 120 osób/km² (wśród 2293 gmin Pikardii Vauciennes plasuje się na 376. miejscu pod względem liczby ludności, natomiast pod względem powierzchni na miejscu 748.).